# 錦花寶螺
錦花寶螺（学名：Cypraea miyokoae）为寶螺科寶螺屬下的一个种。